# Sigiliul statului Idaho, SUA

Sigiliul statului Idaho

Sigiliul statului Idaho a fost adoptat în 1863.